# تاددانکولام
تاددانکولام (به لاتین: Thaddankulam) یک منطقهٔ مسکونی در سری‌لانکا است که در استان شمالی (سری‌لانکا) واقع شده‌است.